# Histoire de la chimie

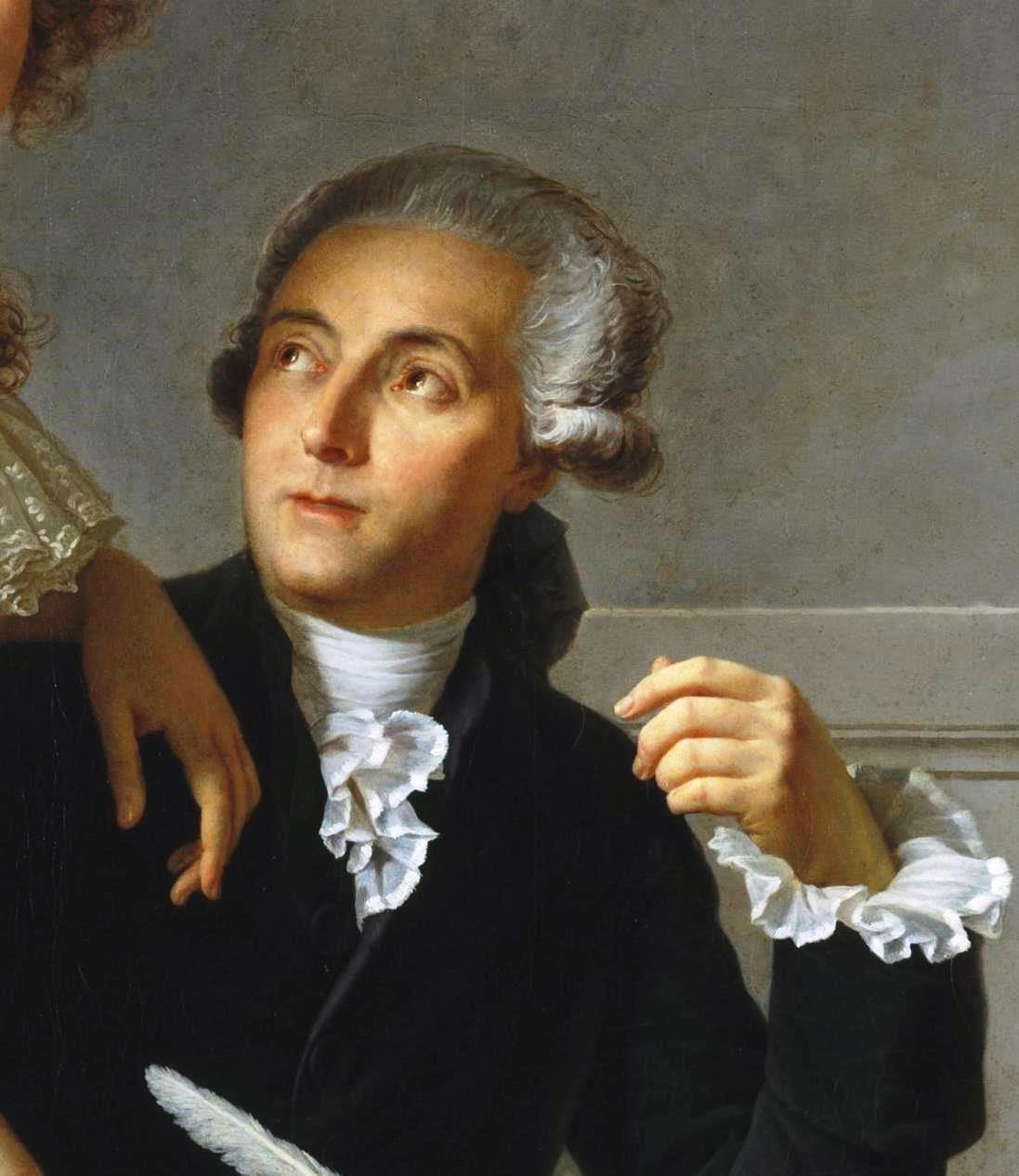
Antoine Lavoisier, père de la chimie moderne.

L'histoire de la chimie débute avec la découverte du feu qui est la première source d'énergie utilisée par l'homme pour améliorer son quotidien : éclairage, chauffage, cuisson des aliments, etc. La maîtrise du feu a permis de réaliser les premières transformations contrôlées de la matière, notamment la fabrication du verre et de la céramique mais également d'alliages métalliques. L'histoire de la chimie est également marquée par les nombreuses tentatives pour développer une théorie cohérente de la matière parmi lesquels on peut citer les théories atomique de Démocrite et des éléments d'Aristote pendant la période antique ou le développement de l'alchimie au Moyen Âge.
La chimie ne se distinguera de cette dernière que vers le XVIIe siècle, notamment par les travaux de Robert Boyle qui applique la méthode scientifique à ses expériences. La publication de son célèbre Sceptical Chymist en 1661 est d'ailleurs parfois considéré dans le monde anglo-saxon comme le point de départ de la chimie moderne. Plus tard, les travaux de Lavoisier sur les lois de la conservation de la masse contribueront à placer définitivement la chimie au rang de science. Actuellement l'interdisciplinarité dans le monde scientifique fait qu'il est parfois difficile de différencier l'histoire de la chimie de celle de la physique ou des sciences de la vie telle que la biochimie.

## Préhistoire
Les fondements de la chimie doivent être mis en rapport avec la découverte par l'homme du feu à l'époque paléolithique, 400 000 ans avant notre ère, et qui s'achève à la fin de la dernière période glaciaire, 8 000 ans avant notre ère. Outre le fait qu'il permit à l'homme de se chauffer et de cuire ses aliments, le feu peut aussi être considéré comme la première source d'énergie utilisée par l'homme. Cette énergie lui permit tout d'abord de transformer ses aliments (cuisson des aliments) mais également de réaliser de nouveaux matériaux comme des poteries par cuisson de l'argile. Le charbon de bois est également utilisé comme pigment dans les peintures préhistoriques dans les grottes ou les abris sous roche. Il sera par la suite également utilisé comme combustible. La chaux et le plâtre sont expérimentés très tôt.
Peu à peu, l'attention des hommes semble avoir été attirée par certaines roches ou pierres colorées : l'ocre rouge (oxyde de fer extrait des argiles à hématite), l'ocre jaune (oxyde de fer extrait des argiles à goethite et limonite), pierres bleues ou vertes (carbonates de cuivre, azurite ou malachite), pierres violettes à base d'oxyde de manganèse (manganite, pyrolusite).
Les recherches archéologiques montrent que des peuples du Moyen-Orient sont à l'origine des premières utilisations du bitume remontant au Paléolithique Moyen il y a environ 40 000 ans à 70 000 ans.
Il fut utilisé en tant que matière première pour ses nombreuses propriétés, notamment pour la conception de bâtiments.

## Antiquité
L'Antiquité voit les débuts de la métallurgie (paléométallurgie), c'est-à-dire l'extraction par l'homme des métaux à partir des minerais présents dans la nature, généralement sous forme de sels. Ces métaux seront ensuite retravaillés et utilisés soit sous forme pure soit en tant qu'alliage. L'utilisation du bitume se généralise également.
- Or : utilisé à l'état natif depuis les débuts de l'Antiquité. Métal inaltérable et de très faible réactivité chimique il n'a, durant cette période, fait l'objet d'aucune transformation chimique. Considéré alors comme un métal parfait, il revêt une valeur monétaire et artistique importante
- L'argent : présent à l'état natif sous forme d'alliage avec l'or (électrum). Il peut également être extrait de la galène
- Le cuivre : il a pu être trouvé à l'état natif mais également sous forme impure dans la malachite. Son commerce pendant l'Antiquité sera une importante source de richesse
- Le bronze : premier alliage fabriqué par l'homme. C'est l'airain (aes) des Anciens. Les premiers alliages de cuivre découverts proviennent de Turquie (Catal Huyuk). Ce sont des alliages cuivre-arsenic. Le bronze apparaît aux alentours de l'an -6000 (Âge du bronze) et sera rapidement utilisé dans la fabrication d'armes. L'étain qui va se substituer à l'arsenic entre pour 10 % environ dans la composition des bronzes romains.
- Le fer : Il est possible qu'il ait été découvert il y a environ 3 800 ans en Anatolie par les Hittites, mais il pourrait également être originaire d'Inde où des objets de fer très anciens ont également été trouvés. Ses premières utilisations, également pour des applications militaires, datent de 2500 av. J.-C. Son usage est plus tardif car sa fabrication requiert des fours permettant d'obtenir des températures plus élevées. Le fer n'existe pas à l'état natif (mis à part le fer provenant de météorites qui est d'ailleurs allié au nickel). Pour l'obtenir il est nécessaire de réduire les oxydes de fer à l'aide de charbon de bois. L'homme s'aperçut alors que l'ajout d'une certaine quantité de carbone rendait le fer plus tranchant et plus résistant. Ce fut l'apparition du premier acier.
- Le laiton : alliage constitué de cuivre et de zinc apparaît vers 1000 av. J.-C. ; on en a trouvé notamment dans des pièces romaines.
- Le bitume et l'asphalte naturels servaient de mastic pour étanchéité (imperméabilité) pour la confection de coupes et de statuettes et pour cimenter les briques. Des goudrons, poix et brais sont obtenus par distillation pour étancher les vases et les navires.

### Égypte ancienne
Les Égyptiens auraient inventé le verre il y a environ 3 800 ans à partir du sable du désert et du natron chauffés au four jusqu'à fusion auxquels on ajoute souvent de la chaux. À partir de -1800 environ, ils savent aussi extraire le fer de ses minerais. Les Égyptiens connaissent la fermentation qui leur permet de produire de la bière. Ils fabriquent des colorants (indigo, cinabre), utilisés notamment pour les fards (malachite). Les papyrus d’Ebers (1600 av. J.-C.) et de Brugsch (fin du XIVe siècle av. J.-C.) nous montrent de plus les connaissances en médecine et en pharmacie des Égyptiens.

### Chine
- Fabrication de la porcelaine.

### Inde
Les Indiens sont parmi les premiers peuples à avoir fabriqué du fer[réf. nécessaire]. Ils ont développé un art très poussé de cette métallurgie au fil des siècles. Au Moyen Âge, le métal des lames des meilleures épées étaient appelé damasquiné en occident, car on l'approvisionnait depuis Damas. Ces lames étaient pourtant faites d'un acier Indien : le wootz. Le pilier de fer de Delhi constitue un autre témoignage de la haute qualité des fabrications Indiennes de fer. Le déclin de la métallurgie Indienne s'amorce vers le XIVe siècle.

### Grèce antique
- Les Minoens (du XXVIIe au XIIe siècles av. J.-C.) grillaient la pyrite (FeS2) pour l'utiliser comme minerai de fer[3],[4].
- Certains historiens des sciences[5] considèrent Thalès de Milet comme le fondateur de la chimie, car il fait de l'eau le principe explicatif de l'Univers. Pour son disciple, Anaximène de Milet, l'élément primordial est l'air qui devient feu par dilatation, puis vent. Un peu plus tard, Xénophane de Colophon propose la terre comme racine de toute chose. Pour Héraclite, le feu est à l'origine des choses.
- Pour Empédocle (Ve siècle av. J.-C.), il existe quatre éléments de base : l'eau, l'air, le feu et la terre qui s'attirent ou se repoussent. Platon reprend plus tard cette théorie en associant ces quatre éléments à des formes géométriques reliées à des nombres de triangles. Ainsi le feu est associé au tétraèdre (4 triangles équilatéraux) qui a les arêtes les plus pointues (d'où le fait qu'il pique), la Terre au cube (24 triangles rectangles isocèles signe de stabilité), l'Air à un octaèdre (8 triangles équilatéraux) et l'Eau à un icosaèdre (20 triangles équilatéraux). Aristote, élève de Platon, reprendra le modèle des quatre éléments en leur associant 4 qualités : l’humide, le sec, le chaud et le froid. Chacun des éléments est alors décrit comme l’association de 2 qualités (par exemple : le feu est une combinaison des qualités sec et chaud). Les écrits d'Aristote seront traduits en arabe et, plus tard, traduits en latin par Thomas d'Aquin et Roger Bacon. Le médecin Galien introduira au IIe siècle les quatre humeurs (sang, phlegme, bile jaune et bile noire) comme une combinaison des qualités d’Aristote : la médecine de Galien restera une référence pendant l’Antiquité et tout le Moyen Âge.
- Le philosophe Anaxagore voit le monde en perpétuel changement, sans création ni destruction de matière mais avec des réarrangements des particules élémentaires[réf. souhaitée].
- Leucippe et son disciple Démocrite pensent que la matière est composée d'entités élémentaires, les atomes[6]. Ceux-ci sont insécables, limités en diversité et forment la matière « comme les lettres forment les mots ». Cette théorie atomique, divulguée par Épicure et Lucrèce, servira de base à l'alchimie. Les atomes crochus assurent la cohésion de la matière tandis que les atomes ronds expliquent la fluidité des liquides.
- Vers 40 apr. J.-C., un médecin grec, Dioscoride, mentionne le soufre dans ses écrits ainsi qu'une poudre blanche obtenue par calcination de certaines pierres servant à produire l'orichalque.

### Rome
Vers 30 av. J.-C., Vitruve, dans son ouvrage traitant des matériaux et techniques de construction Architectura, cite plusieurs matériaux dont la chaux, le ciment romain, l'ocre, l'orpiment, la pourpre, la garance, le pastel… Pline l'Ancien, dans son Histoire naturelle, récapitule les substances chimiques connues à son époque dont le soufre, le naphte, le gypse. D'autres substances, connues bien avant les Romains, sont mentionnées dans des documents comme les papyrus alchimiques de Leyde et de Stockholm, les lapidaires (données sur les pierres précieuses) et des ouvrages de Zosime de Panopolis.
En plus des substances citées antérieurement, on trouve[réf. souhaitée] :
- le cristal de roche ou quartz utilisé par les Romains pour la fabrication de loupes ;
- la pierre de magnésie susceptible d'exercer une action sur le fer ;
- l'alun ;
- le sel de Cappadoce ;
- la fleur de cuivre (chalcanthon) ou vitriol ;
- le vif-argent (mercure) ou argent liquide qui forme facilement des amalgames avec les métaux ;
- le nitre ou salpêtre de couleur blanche, soluble dans l'eau ;
- la litharge ou l'orpiment employé dans les alliages pour remplacer l'or, trop onéreux.

Parmi les techniques connues, on peut citer le bain-marie et la distillation qui fournit divers esprits (produits légers) et des huiles (produits lourds, moins volatils). L'esprit de naphte et l'huile de naphte étaient, à titre d'exemple, obtenus par distillation du naphte.

### Naissance de l'alchimie
- L'alchimie naît en Égypte dans la région d'Alexandrie. Les premiers textes alchimiques sont écrits en grec et apparaissent dans les premiers siècles de notre ère[7]. Les alchimistes cherchent à fabriquer à partir de métaux divers le métal parfait qu'est l'or. L'objectif est la fabrication de la pierre philosophale qui transmute les métaux en or et permet la préparation de la panacée ou remède universel. L'alchimie est aussi une recherche spirituelle et demande une initiation à ses secrets. Les corps sont classés en solides, liquides et vapeurs et selon leur couleur. Ils interagissent suivant des notions de sympathie et d'antipathie. Cette philosophie repose sur la théorie des quatre éléments de Platon complétée par l'introduction de la quintessence (la 5e Essence ou le cinquième élément).
- Soufre, mercure et sel : le soufre et le mercure sont issus de l'alchimie arabe et le sel de Paracelse. Au soufre se rattache tout ce qui est chaud, dur et masculin ; au mercure tout ce qui est froid, féminin ; quant au sel il assure le cohésion du soufre et du mercure lors de leur union.

## Moyen Âge

### Civilisation arabe
- Certains historiens[Lesquels ?] croient que le mot « chimie » est dérivé du mot arabe Al kemi ou Al kem « الكم », (littéralement la kemia « الكيمياء », la « chimie »). Al kem signifie aujourd'hui en arabe la quantité, attestant que la chimie passe par une précoce approche quantitative de la matière, couvrant indistinctement le champ des premiers procédés chimiques comme celui du dosage en pharmacopée. Le mot « chimie » vient du mot persan Kimia[réf. nécessaire].
- La civilisation perse compte des alchimistes brillants dont Jabir Ibn Hayyan et Abu Bakr Mohammad Ibn Zakariya al-Razi. En cherchant de l'or, ils travaillent sur d'autres matières comme l'acide nitrique et perfectionnent la distillation.

### L'Occident

#### Bases de l'alchimie

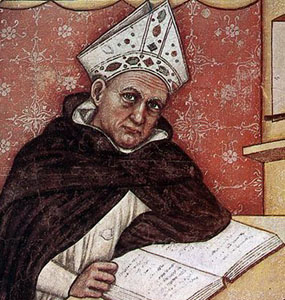
Albertus Magnus, fresque de 1332, Trévise.

L'alchimie arrive en Europe avec les traductions des textes arabes,. De nombreux termes (comme alambic, alcali ou élixir) seront d'ailleurs repris directement de la langue arabe. Par ailleurs, en raison de la grande peste qui sévit alors, l'alchimie prétend améliorer la santé par des potions ou remèdes à base de substances chimiques connues. En 1317, le pape Jean XXII, à Avignon, réagit contre les fraudes dans les monnaies et les faux métaux contenant de l'or.
Le Moyen-Âge fût l'âge d'or de l'alchimie souvent associée à l'astrologie,. À cette époque, sept métaux étaient connus (Au, Ag, Cu, Fe, Sn, Pb, Hg) et l'astrologie comptait sept astres particuliers (incluant Soleil & Lune).
La liaison s'établissait ainsi :
- Soleil - l'or (Au)
- Mercure - le mercure (Hg)
- Vénus - le cuivre (Cu)
- la Lune - l'argent (Ag)
- Mars - le fer (Fe)
- Jupiter - l'étain (Sn)
- Saturne - le plomb (Pb)

Certaines expressions du langage perpétuent cette association. Par exemple, le saturnisme désigne une intoxication au plomb. Il convient également de signaler, au XIXe siècle, le clin d'œil par des scientifiques lors de la découverte d'éléments radioactifs qui furent nommés uranium, neptunium et plutonium en rapport avec le nom des trois planètes Uranus, Neptune et Pluton alors inconnues au Moyen-Âge. Robert Grossetête et Roger Bacon, qui prônent l'expérimentation comme méthode de travail pour les chimistes, sont représentatifs de cette époque. Albertus Magnus (Albert le Grand), moine dominicain, était un chimiste et alchimiste apprécié. C'est lui qui isola pour la première fois l'arsenic.

#### Les recettes
Beaucoup d'expériences de transmutation débouchèrent sur des recettes métallurgiques et sur la préparation de nouveaux composés :
- le vitriol : H2SO4 (acide sulfurique)
- l'eau forte : HNO3 (acide nitrique)
- l'esprit de sel : HCl (acide chlorhydrique)
- le vitriol de lune : Ag2SO4 (sulfate d'argent)
- les cristaux de Vénus : Cu(NO3)2 (nitrate de cuivre)
- la poudre noire (mélange déflagrant de salpêtre (du latin sal petrae signifiant « sel de pierre »), de soufre, de charbon de bois)
- l'esprit de vin à plusieurs degrés d'alcool (éthanol)
- l'eau régale capable de dissoudre l'or (mélange d'acide nitrique et d'acide chlorhydrique 1:3)

Aucun progrès théorique dans ces recettes ésotériques qui sont souvent des recopies d'ouvrages antérieurs, mais un développement notable de l'instrumentation et des manipulations.

## Chine et Orient
La poudre noire (ou poudre à canon), composée d'un mélange de charbon de bois, de salpêtre (nitrate de potassium) et de soufre, est inventée par les Chinois vers les VIe et VIIe siècles, de notre ère sous la dynastie Tang.
Des écrits des alchimistes chinois datant du milieu du IXe siècle (v. 855) décrivent précisément la composition de la poudre noire permettant ainsi sa diffusion à d'autres civilisations, en particulier celles du monde médiéval arabo-musulman durant l'âge d'or islamique.
Comme explosif, elle sera remplacée à partir de 1847 par la nitroglycérine d'Ascanio Sobrero.

## Renaissance etXVIesiècle
La Renaissance est une réaction intellectuelle contre l'état de fait et le pouvoir ecclésiastique (Galilée, la Réforme avec Calvin et Luther, Concile de Trente, guerres de religion…). En effet, jusqu'à cette période, la recherche d'une explication autre que divine aux phénomènes naturels est interdite jusqu'à l'héliocentrisme de Nicolas Copernic (1473-1543). Cette période est celle de l'humanisme, mais les anciens auxquels on se réfère commencent à être tenus à une certaine distance. La chimie va se détacher progressivement de l'alchimie. Andreas Libavius, par exemple, est un alchimiste représentatif de cette époque.

### Paracelse
Paracelse, par sa pratique de la médecine et ses recherches sur les médicaments (iatrochimie), est considéré comme un précurseur de la chimie moderne quoiqu'il se réfère à la théorie des quatre éléments et au vitalisme. Il rappelle les vertus thérapeutiques du soufre et du mercure. D'autres métaux comme l'arsenic, l'antimoine et le bismuth seront mentionnés dans les ouvrages de médecine de la Renaissance. Une polémique naîtra sur la toxicité ou non des remèdes contenant de l'antimoine. Avec Vésale, on distinguera la pharmacie chimyque (laboratoire) de la pharmacie ordinaire (herbes médicinales). De nombreux instruments de manipulation : spatules, appareils de distillation, alambics, cornues… ont été inventés dans les laboratoires des alchimistes.

### Les ingénieurs
Les nouvelles idées sont véhiculées par des traductions d'ouvrages issus du grec ou de l'arabe, l'imprimerie contribuant à la diffusion du savoir. De nombreux minéraux, végétaux et animaux sont ramenés des voyages par les grands navigateurs Vasco de Gama, Christophe Colomb, Magellan, Jacques Cartier, Francis Drake. Cette révolution scientifique en Occident conduit à développer l'esprit d'expérimentation allié aux techniques de calcul (l'algèbre de Raphaël Bombelli paraît en 1572) dans les laboratoires et les premières usines. Les besoins militaires (artillerie, canon, poudre noire…) vont favoriser de façon importante le développement des mines et la production de métaux et d'alliages[réf. souhaitée]. C'est donc la quantification par le biais des instruments de mesure qui caractérise le plus la Renaissance : mesures de pression, de température (invention du baromètre par Evangelista Torricelli (1643), thermomètre)… C'est le temps des ingénieurs. Bernard Palissy (1499-1589) se spécialise vers 1463 dans la production d'émaux et de faïence. En 1540, Vannoccio Biringuccio, qui publie De la pirotechnia libri, est le précurseur de la pyrotechnie.

### Agricola

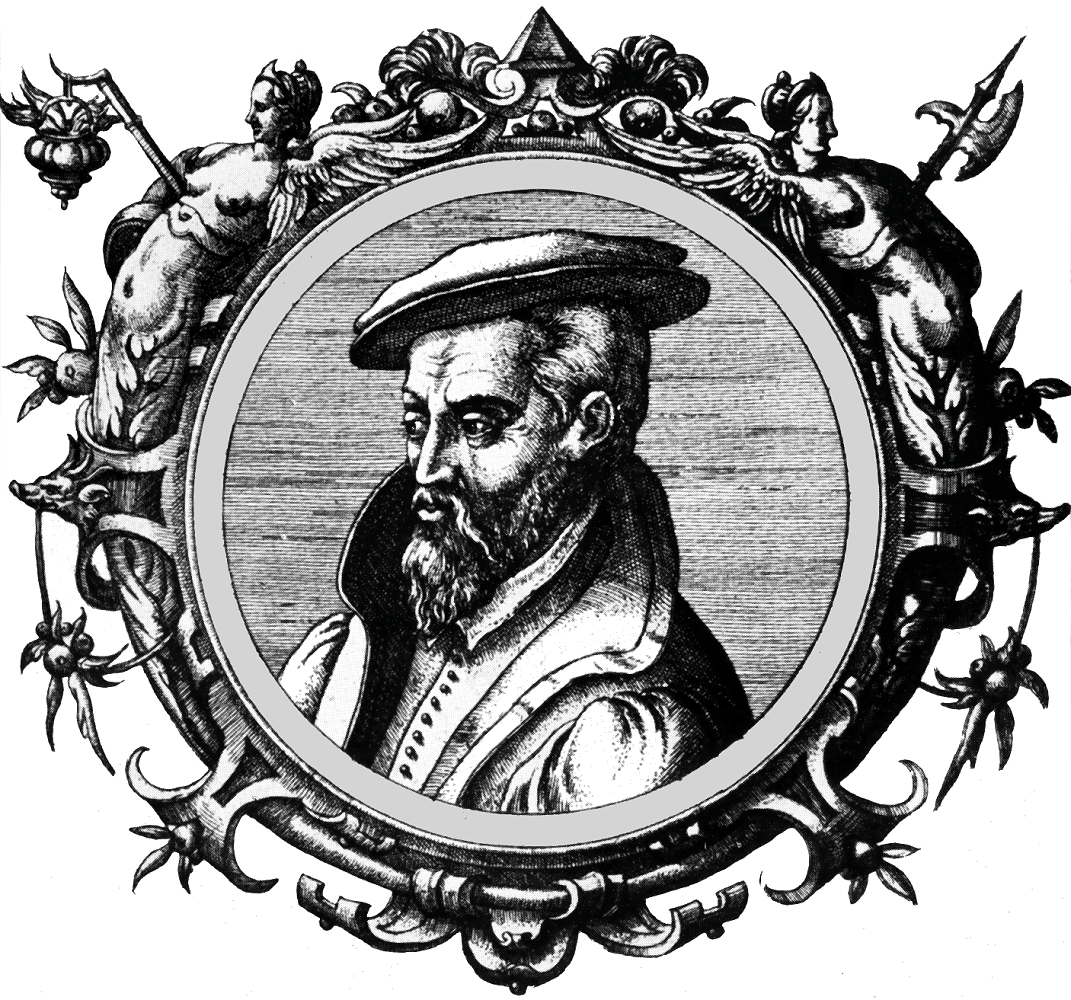
Georgius Agricola

Georg Bauer (1494-1555), dit Agricola, fonde la chimie métallurgique et définit plus précisément métaux et alliages : il étudie plus particulièrement la galène, la blende et mentionne le zinc et le bismuth. Son principal ouvrage posthume, De Re Metallica, qui paraît en 1556, est un traité de métallurgie comportant des précisions sur la production de vitriol vert dont l'huile est particulièrement corrosive. Le charbon de bois, employé jusqu'ici pour le chauffage des minerais sera progressivement remplacé par le charbon de terre (houille). En 1546, il publie De natura fossilium, premier traité de minéralogie (le terme minéralogie sera mentionné par Bernardo Cesi en 1636).

## XVIIesiècle
Les métiers de ce siècle (teinturiers, apothicaires, mineurs, métallurgistes, distillateurs, ingénieurs militaires…) sont représentatifs de l'esprit scientifique de l'époque. Il n'y a pas de percée théorique en chimie (contrairement à la physique : Descartes, Newton, Leibniz), malgré le grand nombre d'ouvrages scientifiques (voir par exemple Johannes Hartmann), d'expériences et de découvertes qui se succèdent. L'alchimie en déclin laisse place à la théorie du phlogistique et à la chimie pneumatique.

### Atomisme et phlogistique
Pierre Gassendi (1592-1655) reprend en 1624 les théories atomiques de l'Antiquité et précise la notion d'atome et en 1620, Francis Bacon, qui publie Novum Organum, prend parti pour l'atomisme. Georg Ernst Stahl (1659-1734) crée la phlogistique (du grec phlogiston, la terre inflammable). Selon cette théorie, toute matière combustible contient du phlogiston (du feu), qui s'échappe lorsqu'elle brûle. En 1630, Jean Rey (1583-1645), médecin, constate avant l'heure qu'un métal chauffé à l'air forme une chaux (oxyde) plus lourde que le métal, ce qui pose question dans le cadre de la phlogistique. Vers 1680, Johann Joachim Becher (1635-1682) écrit que les corps combustibles et les métaux sont composés de terres vitrifiables, inflammables (qui se dégagent par combustion) et mercurielles. Newton, qui est alchimiste en plus d'être physicien, pense qu'il existe des forces entre les particules, comparables aux forces de gravitation. En recherchant la pierre philosophale, Hennig Brandt obtiendra en 1669 le phosphore par distillation de l'urine humaine.

### Les gaz
Jan Baptist van Helmont (1577-1644) différencie les gaz et caractérise le gaz sylvestre (CO2). C'est à l'issue d'expériences, et non d'intuitions, qu'il énonce ses résultats. Il obtient, par exemple, le gaz sulfureum par combustion du soufre et constate qu'il forme avec l'eau l'oléum sulphuris. Par ailleurs, on sait à l'époque que le gaz sylvestre peut être obtenu par diverses méthodes : action du vinaigre sur le calcaire, combustion du charbon, fermentation du raisin… En ce qui concerne le vinaigre, Johann Rudolf Glauber découvre que le vinaigre de vin et le vinaigre de bois sont de même nature. Il fonde, en 1650 à Amsterdam, une usine chimique de savon et de verre. Après la mise au point du verre de cristal au plomb en 1676, l'art de la verrerie est étudié par Johannes Kunchel en 1689 et Jean Haudicquer de Blancourt en 1697. En 1662, Robert Boyle (1627-1691) établit la loi des gaz à température constante et publie The Sceptical Chymist et Edme Mariotte fait paraître en 1679 son essai sur l'air et complète la loi des gaz de Boyle.

### Un traité de chimie

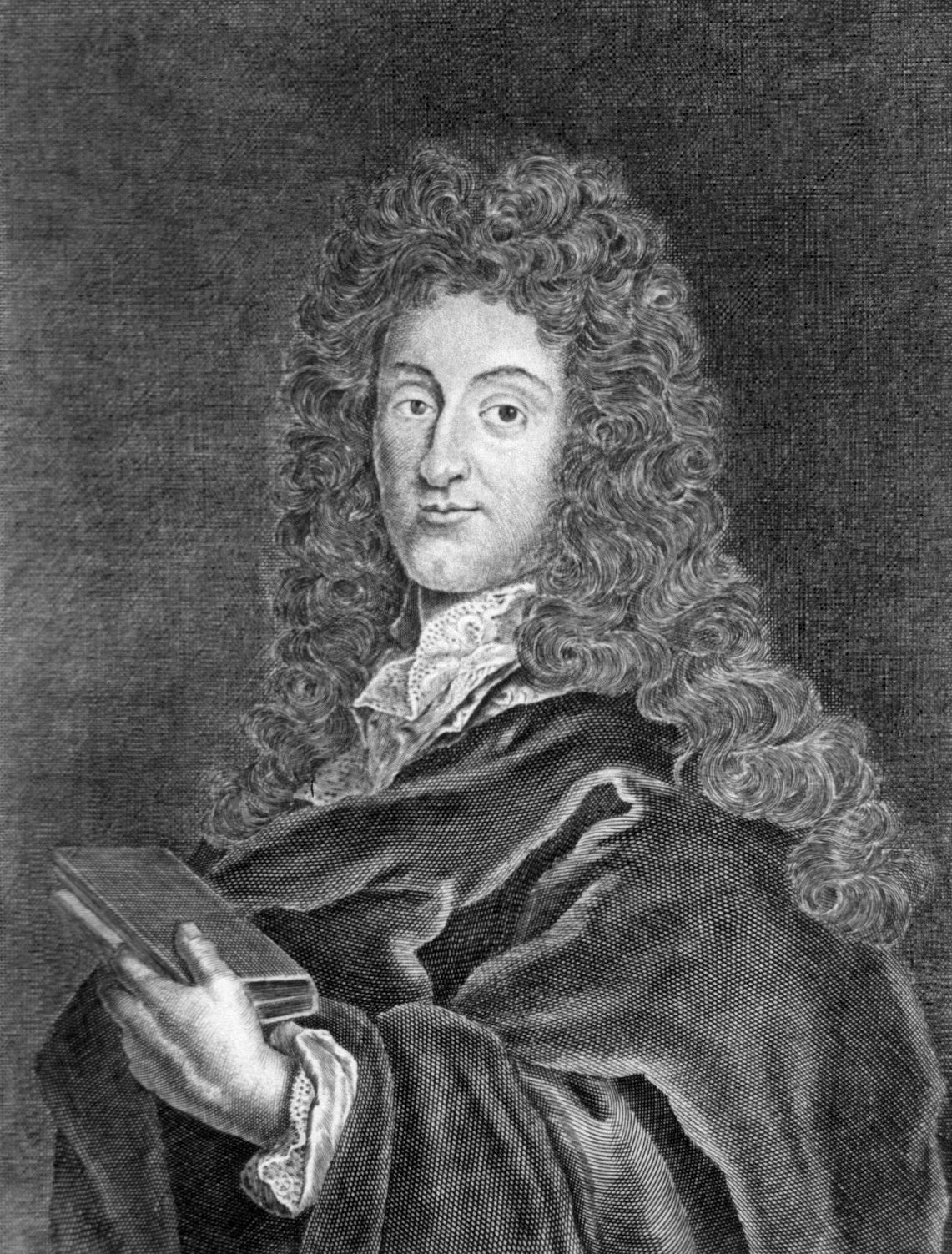
Nicolas Lémery

En 1675, Nicolas Lémery publie le premier grand traité de chimie. La nature est divisée en minéraux, végétaux et animaux. La théorie des sept métaux et l'absence de symboles fait apparaître la chymie plus comme un art que comme une science. Il introduit la notion de mixte (mélange) et de corps dont les éléments ne peuvent être chimiquement séparés. Il définit les acides (huile de vitriol, eau régale, eau forte), les vitriols, les alcalis (bases) et les sels.

## XVIIIesiècle
En Europe, le XVIIIe siècle s'inscrit dans la continuité du précédent en poursuivant l'essor considérable des sciences et des savoirs, qu’on a longtemps qualifié de « révolution scientifique » et dont le récit fut ébauché par Fontenelle (1657-1757). Cette odyssée triomphante inclut des figures (le « savant ») au cœur d'un paradigme novateur associant des institutions (les académies), des pratiques rigoureuses (l’expérience) et des lieux désignés (le laboratoire).

Les manufactures et usines vont prendre leur essor et une multitude de nouvelles substances vont apparaître. De nouveaux thèmes d'études, comme la combustion, la calcination (transformation du calcaire en chaux) et la réduction des minerais (cassitérite en étain, galène en plomb), la respiration des végétaux, entre autres, seront approfondis.

La chimie va devenir une science comme en témoignent les ouvrages de Pierre Joseph Macquer éléments de chymie théorique (1749), Dictionnaire de Chymie (1766) et d'Antoine Baumé, Maître apothicaire de Paris, Chymie expérimentale et raisonnée 3 tomes (1773), avant d'attendre Lavoisier et son Traité élémentaire de chimie (1789) et la loi de conservation de la masse. L'alchimie est toujours aussi populaire et revêt même un caractère spectaculaire et mercantile[réf. souhaitée] (Giacomo Casanova).

### Retour sur lephlogistique
Georg Ernst Stahl, qui effectue un certain nombre de travaux sur la combustion, publie Zymotechnia fundamentalis en 1697, suivi de Fundamenta Chymiae dogmatica et experimentalis en 1723. Il constate que, lorsqu'on chauffe un métal, celui-ci donne de la chaux, qui elle-même chauffée en présence de charbon, redonne le métal initial. Il en déduit que le principe combustible présent dans le métal s'échappe de celui-ci lors de sa calcination et est libéré avec la flamme. De même, le charbon de bois réduit le minerai car il contient, lui aussi, le même principe combustible, le phlogiston ou phlogistique qui doit être considéré comme un élément parmi les autres. La cendre de bois, par exemple, est du bois déphlogistiqué par combustion. Cette théorie est officiellement diffusée par Rouelle en 1742.

### La chimie pneumatique ou chimie des gaz
À la suite de diverses expériences sur les animaux, on se pose la question de savoir si la digestion est une opération mécanique de broyage ou une transformation chimique comme le pensent les chimistes[réf. souhaitée]. Stephen Hales montre en 1727 que l'air est nécessaire à la croissance des plantes par l'intermédiaire des feuilles. Il invente, pour son expérience, le montage pour le recueil de gaz (souvent simplement appelé « cuve à eau ») qui sera à la base de bien des expérimentations. C'est avec ce procédé que Joseph Black observe la calcination de la chaux. En 1757, il mettra en évidence l'air fixe (c'est le gaz sylvestre de Van Helmont ou anhydride carbonique) en montrant que l'action d'un acide sur le calcaire donne un gaz qui trouble l'eau de chaux. Le chimiste néerlandais Joseph von Jacquin, remarquera que le poids de chaux obtenu après calcination est inférieur au poids de calcaire avant chauffage… Black note aussi que le calcaire, attaqué par un autre acide, donne lieu à un dégagement de « gaz des métaux ».
Une des limites de l’utilisation de la cuve à eau était la difficulté de mettre en évidence certains gaz plus ou moins solubles dans l’eau. Priestley, en 1772, utilise le mercure à la place de l’eau dans ses expériences sur l’air. Il obtient, en 1774, par calcination à l'aide d'une lentille du rouge de mercure (HgO), un gaz, qu’il nomme air déphlogistiqué, qui sera appelé plus tard dioxygène, qui permet la respiration et entretient la combustion.

### Découverte d’autres gaz
En 1765, Henry Cavendish isole l'air inflammable (hydrogène). Trois sortes d’air sont connus à l’époque de Cavendish : l’air normal ou atmosphérique, l’air des métaux (ou air inflammable car il entretient la combustion) et l’air fixe (qui, au contraire, arrête la combustion). En mesurant la densité de ces trois gaz vers 1765, Cavendish établit que l’air fixe est plus lourd que l’air atmosphérique et l’air inflammable, que Cavendish assimile au phlogistique beaucoup plus léger. Pour réaliser cette expérience, il se sert d’un eudiomètre. Daniel Rutherford découvre, en 1772, un autre gaz qu’il nomme air phlogistiqué ou air nuisible (azote). En résumé, le phlogistique est reconnu comme l’air inflammable, l’air déphlogistiqué trouble l’eau de chaux alors que l’air phlogistiqué ne la trouble pas. En 1772, Joseph Priestley isole l'air nitreux (oxyde azotique), l'air d'acide marin (gaz chlorhydrique) et l'air nitrique peroxyde d'azote et l'air vitriolique (anhydride sulfurique).
Tout ceci va rester confus et la théorie du phlogistique va subsister jusqu’à Lavoisier. Scheele découvre en 1773 l'acide marin déphlogistiqué (ou esprit de sel) en faisant agir l'acide muriatique sur la pyrolusite (dioxyde de manganèse). Ce produit, étudié par Berthollet, sera ultérieurement utilisé en 1785 pour le blanchiment du linge et la production d'eau de Javel. En faisant agir de nouveau l'acide muriatique sur un mélange intime de soufre et de limaille de fer qu'il enflamme, Scheele obtient un gaz encore inconnu caractérisé par une forte odeur d'œufs pourris qu'il nomme air de soufre. En 1777, Pierre Bayen (1725 - 1798) contestera, avant Lavoisier, la théorie du phlogistique.

### Les acides et les bases
Le concept d’acide prend progressivement forme au cours du XVIIIe siècle. On distingue les acides en provenance du non vivant. Ce sont : l’acide acétique ou vinaigre, l’acide sulfurique ou huile de vitriol, l’eau-forte (ou acide nitrique) obtenue à partir de salpêtre, l’acide muriatique ou esprit de sel (acide chlorhydrique) et les acides phosphorique et benzoïque (à partir du benjoin).
Certains acides commencent à être extraits du vivant ; ils sont, pour la plupart, issus des travaux de Scheele à partir de 1760. Citons, dans l’ordre chronologique, l’acide tartrique à partir du tartre (1769), l’acide urique à partir des calculs urinaires (1776), l’acide lactique à partir du lait (1780), l’acide citrique à partir du citron (1784), l’acide malique à partir des pommes (1785), l’acide gallique à partir des noix de galle (1786), l'acide oxalique à partir du sucre et de l’eau forte (1784). Il en est de même de l’acide fluorhydrique à partir d’huile de vitriol et de fluorine et de l’acide prussique obtenu par l’action de l’acide sulfurique sur un colorant, le bleu de Prusse.
En ce qui concerne les bases, nous savons que Lavoisier utilisait la potasse (ou alcali végétal) et la soude (alcali marin) qui avaient déjà été distinguées par Duhamel du Monceau. Ce dernier, avec son collaborateur Jean Grosse, obtiennent la « liqueur de Frobenius » par action de l’huile de vitriol (acide sulfurique) sur l’esprit de vin (alcool éthylique). Jean Grosse met au point la technique de distillation de l’alcool en milieu sulfurique et précise les conditions d’obtention d’un produit pratiquement pur. L'ammoniac (alcali volatil) et le natron étaient également connus.

### Métallurgie et chimie industrielle
De nouveaux métaux sont découverts : le cobalt par George Brandt en 1735. En 1751, Alex Frederik Cronsted découvre le nickel. Le manganèse est extrait de la pyrolusite en 1780 (Johann G. Gahn) et le molybdène est découvert en 1782. (Jacques Hjelm). La découverte du tungstène surviendra l’année suivante. En 1791,William Gregor découvre le titane et Johan Gadolin l’yttrium. En 1797, Nicolas Vauquelin caractérise le chrome et le tellure est découvert en 1798 par Martin H.Klaproth.
Dans le domaine de la métallurgie, le charbon de bois est remplacé progressivement par le coke que l’on chauffe pour obtenir de l’acier à partir de la fonte. C’est à cette époque que Benjamin Hunstmann invente l’acier au creuset. En 1743, une fonderie de zinc est créée à Bristol. Les travaux de Lavoisier permettront une meilleure connaissance des métaux et des minerais qui se présentent sous la forme d’oxydes (cassitérite, hématite…) que l’on chauffe en présence de charbon comme dans les hauts-fourneaux. Le charbon joue à la fois le rôle de source de chaleur et de réducteur. Pour les sulfures, comme la blende, on effectue un grillage dans un courant d’air, de telle sorte que l’oxygène oxyde le métal alors que l’anhydride sulfureux se dégage.
Le début de la chimie industrielle est caractérisé par le procédé de fabrication d’acide sulfurique (huile de vitriol) des chambres de plomb mis au point par John Roebuck.

### Antoine Lavoisier

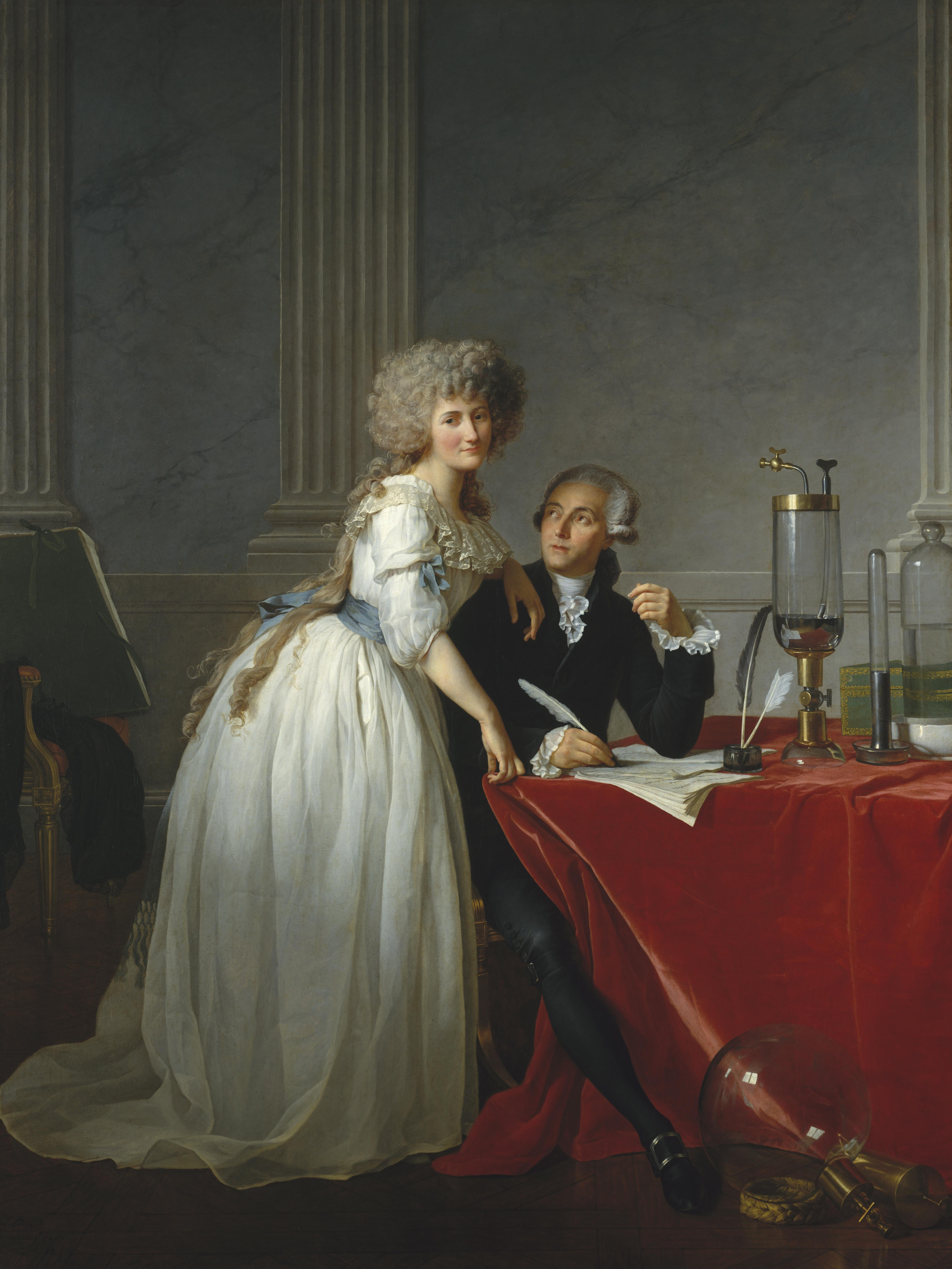
Portrait de Monsieur Lavoisier et son épouse, par Jacques-Louis David

C’est en 1765 que Antoine Lavoisier publie ses travaux sur le gypse. Ses études sur la combustion le mènent à la conclusion que l’air déphlogistiqué est de l’oxygène. Lors de la combustion, un combustible nécessite de l’oxygène alors que le résultat de la calcination est une chaux (oxyde) moins de l’oxygène. Cette nouvelle théorie du phlogistique est publiée en 1776 et approfondie en 1785. Lors de la combustion du phosphore dans l’air, Lavoisier constate la formation d’un gaz résiduel (l'azote) qu’il nomme mofette atmosphérique et qui correspond à l’air phlogistiqué caractérisé par Rutherford en 1772. Il établit que l’air atmosphérique est composé de 20 % d’oxygène et de 80 % de mofette.
Il précise également, dans son expérience sur la décomposition de l’eau (dont la synthèse eudiométrique sera effectuée par Cavendish), que celle-ci est un corps simple composé d’air inflammable (hydrogène) et d’oxygène. Au vu de ces résultats, il sera définitivement admis, en 1785, que ni l’air ni l’eau ne sont des éléments chimiques.
Avec Guyton-Morveau, il définit de manière visionnaire une notion d'élément chimique, qui ne diffère essentiellement de la nôtre qu'en ce qu'elle inclut la lumière et le calorique. L'ancienne Chymie disparaît.
Lavoisier est également le premier à insister de manière aussi nette sur la conservation de la masse lors d'une réaction chimique.

### Affinités et nomenclature
Au début du siècle, on tente de comprendre comment les corps ou éléments chimiques peuvent « s’unir » les uns aux autres. Un premier début d’explication est tenté, en 1718, par Geoffroy. Les substances connues à l’époque sont classées dans une Table des différents rapports ou affinités dont l’idée sera reprise par une vingtaine de chimistes entre 1730 et 1790. Ainsi en 1761, Christlieb Gellert, puis, la même année, Jean-Philippe de Limbourg, proposent de nouvelles table des affinités chymiques.
En 1787, Guyton de Morveau, Lavoisier, Berthollet et Antoine de Fourcroy, publieront la Méthode de nomenclature chimique, ouvrage considéré comme essentiel pour la clarification et la mise en forme des connaissances en chimie. Un tableau, résumant les 55 substances connues en six catégories, mentionnées et commentées, complète cet ouvrage divisé en deux parties : d’une part les oxydes, acides, bases, sels…et d’autre part les substances tirées des végétaux et animaux. Un dictionnaire accompagne l’ouvrage et traite des synonymes. Il faut mentionner toutefois l’absence de symboles chimiques malgré une tentative de Hassenfratz et Adet. C'est Berzelius qui introduira un peu plus tard ces symboles permettant de représenter les composés chimiques.
Deux ans plus tard, Lavoisier publiera le Traité élémentaire de chimie, un ouvrage capital où apparaîtront nommément l’hydrogène, l’oxygène et le carbone. En 1792, Richter publie l'Art de la mesure des éléments chimiques et remarque que les rapports pondéraux d'éléments sont constants dans certaines familles chimiques et, en 1794, Joseph Louis Proust établit la loi des proportions définies.

## XIXesiècle
C'est au cours de ce siècle que la chimie prend véritablement son essor : théorie atomique de Dalton, lois sur les gaz, hypothèse d'Avogadro, calcul des poids atomiques, naissance de la chimie organique, théorie de la valence, chimie structurale et classement des éléments par Mendeleïev et classification périodique des éléments. À la fin du siècle, physique et chimie contribueront à la découverte de la radioactivité.

### L’électrolyse et la découverte de nouveaux éléments
C’est en 1800 qu’Alessandro Volta invente la pile électrique. Le cérium est découvert par Wilhelm Hisinger en 1803. En 1804, l’iridium et l’osmium sont découverts par Smithson Tennant et, dans la même année, William Wollaston isole le palladium et le rhodium. Les lois de l’électrolyse, approfondies par William Nicholson et Anthony Carlisle, vont mettre en évidence la dissociation d’une solution aqueuse acide ou basique sous l’action de l’électricité. On obtient deux gaz : deux volumes d’hydrogène et un volume d’oxygène. Ces résultats donnent l’idée à Humphrey Davy de soumettre à l’électrolyse, non plus des solutions, mais des corps fondus comme la potasse. Il constate la formation d’un métal : potassium ou sodium autour d’un des fils. Avec la même méthode il isolera, en 1808, les métaux terreux : le magnésium, le calcium, le strontium et le baryum. En 1810, il montre que l’acide marin déphlogistiqué, ou oxyde muriatique, est un corps simple : le chlore. L’acide muriatique est l’acide chlorhydrique. En 1834, Michael Faraday énonce les lois quantitatives de l’électrolyse. Svante August Arrhenius propose, en 1883, une théorie de l’électrolyse pour interpréter la loi de Faraday, basée sur l’existence de charges atomiques élémentaires ions.

### Les débuts de la chimie organique
Berzelius la définit, en 1808, comme la chimie des êtres vivants, définition imprégnée de vitalisme. Au départ, c’est la chimie des dérivés du carbone connus et des substances contenues dans le gaz d'éclairage. William Murdoch avait mis au point l’éclairage au gaz de houille en 1792 et 1799. L’éclairage au gaz de bois (thermolampe) avait été breveté par Philippe Lebon. Le développement urbain de ces nouvelles techniques avait conduit à la conception d’usines à gaz, de moyens de stockage et de tuyaux d’acheminement pour la distribution. Le goudron est un sous produit du gaz d'éclairage qui empêche la putréfaction du bois et qui est utilisé pour le calfatage des coques de bateau en bois. Il se présente sous forme d’un liquide visqueux, noir à forte odeur caractéristique. À l’époque, il existe d’autres substances organiques : teinture, savon, tannage… En 1802, Fourcroy et Vauquelin établissent que l’acide formique est un mélange d’acide malique et d’acide acétique (dont Berzelius établira la formule en 1814). En 1805, Friedrich Sertürmer isole la morphine, puis en 1817 Joseph Pelletier l’émétique. Ces découvertes de produits alcaloïdes seront suivies l’année suivante par la brucine, le strychnine, la colchinine, substances découvertes par Joseph Caventou et Pelletier qui isoleront, en 1820, la quinine et la caféine. En 1823, Jean-Antoine Chaptal fera paraître son ouvrage Chimie appliquée à l’agriculture. Faraday découvre le carbureted hydrogen (C6H6) dans le gaz d'éclairage en 1825. En 1826, Otto Undervorben isole la crystallin de l’indigo par distillation et Gay-Lussac extrait l’acide racémique du tartre.
L’année 1828 est importante : Pelletier et Cavendou isolent la nicotine et Friedrich Wöhler réalise la synthèse de l’urée. Il démontre la possibilité d’obtenir des substances organiques (urée) à partir des substances minérales (cyanate d’argent et chlorure d’ammonium). La saliciline est extraite de l’écorce de saule par Pierre-Joseph Leroux en 1829 (le lancement commercial de l’aspirine par Bayer aura lieu en 1899). En 1833, Jean-Baptiste Dumas établit la formule du camphre.

### Chevreul et les corps gras
Chevreul s’intéresse vers 1810 aux matières grasses utilisées dans l’industrie : savonneries, alimentation, éclairage, textile (ensimage). En 1813, il montre que l’action d’un alcali sur la graisse de porc forme un savon et libère de la glycérine. Il montre, la même année, en faisant agir de l’acide sulfurique dilué sur le savon, que celui-ci est formé de deux acides : l’un solide (margarine), l’autre liquide (graisse fluide). La graisse de porc est donc constituée de glycérine, margarine et graisse fluide. En 1814, il extrait du beurre l’acide butyrique et des calculs biliaires, la choléstérine. Les acides stéarique et oléique sont des sels qui sont dissociés par les alcalis en glycérine et acide et qui se recombinent au métal de l’alcali. Les sels d’acides gras sont obtenus à partir de la potasse et donnent des savons mous, alors que ceux obtenus à partir de la soude donnent des savons durs. En 1817, Chevreul étudie l’acide delphique. Les acides caprique et caproïques seront caractérisés l’année suivante. En faisant bouillir des os d’animaux, Braconnot obtient en 1820, par l’action de l’acide sulfurique dilué sur la gélatine, un « sucre de gélatine ». Dans son ouvrage paru en 1823, Recherches chimiques sur les corps gras d’origine animale, Michel Chevreul effectue un classement des corps gras rencontrés dans ses travaux. Les glycérides comme la stéarine (glycérine et acide stéarique) résulteront des combinaisons de glycérine et d’acides gras. La rupture du lien entre glycérine et acides gras par l’action de la soude (hydroxyde de sodium) sera appelée saponification. Tous les corps gras ne sont pas saponifiables. À la suite de tous ces travaux, dès 1825, les bougies en stéarine remplaceront les chandelles en suif d’animal.

### Chimie quantitative

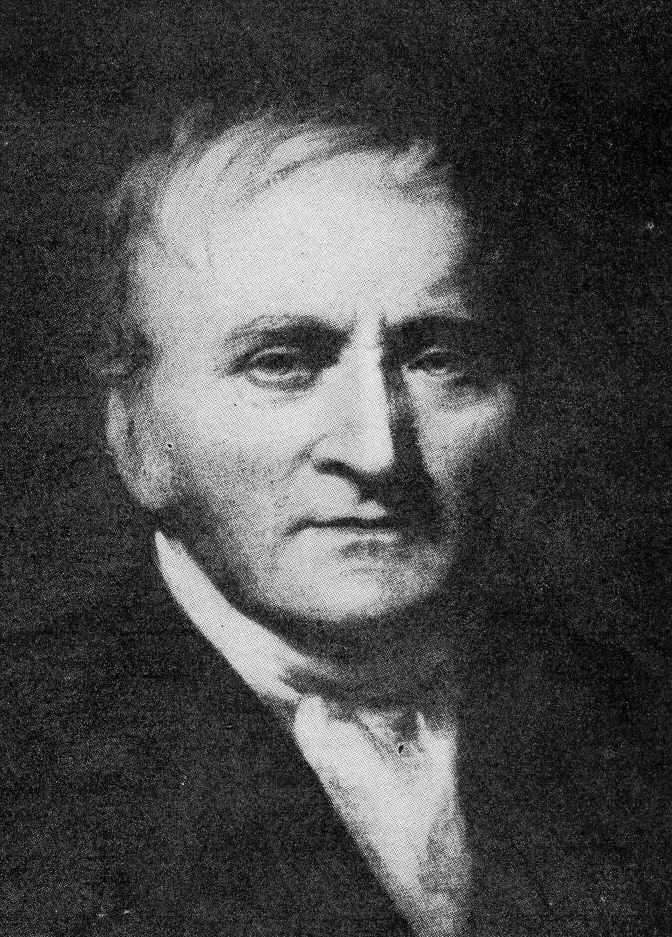
John Dalton

Peser des quantités de produits implique l’utilisation de la balance. Les travaux de Richter sur la stœchiométrie en 1792 et la loi des proportions définies (1802) reposent sur des pesées entachées d’incertitudes de précision : dans un corps composé, la teneur en divers éléments est constante. John Dalton, en 1804, effectue l’analyse quantitative du gaz des marais et du gaz oléfiant qui sont tous deux des composés binaires à base d’hydrogène et de carbone. Il énonce la loi des proportions multiples : lorsque des composés différents sont formés des mêmes éléments, les proportions de ceux-ci sont dans un rapport simple. Cette loi sera complétée en 1805 par la loi de Gay-Lussac sur les gaz.
La théorie atomique, exposée par Dalton en 1803 dans A new system of chemical philosophy, suppose que les atomes possèdent une masse bien déterminée appelée masse atomique que Dalton calcule pour certains composés. Elle explique particulièrement bien les lois ci-dessus et la loi de conservation de la masse. Elle aura ses partisans et ses adversaires (Berthollet). Un système de symboles viendra compléter cet exposé : le symbole représente un atome, un élément doté d’une masse. La molécule est représentée par l’association des symboles d’atomes consécutifs. Le poids atomique sera différent d’un chimiste à l’autre (7,8,10 par exemple pour l’oxygène). C’est en 1811 qu’Amedeo Avogadro publie sa théorie du Nombre d'Avogadro : un litre de gaz soit 1/22,4 mole contient toujours le même nombre N de particules (atomes pour un corps simple, molécules pour un corps composé). C’est Joseph Loschmidt qui, en 1865, tentera le premier une évaluation de N proche de 4 × 1023. En 1873, Johannes Van der Waals trouvera N = 6,2 × 1023. En 1814, Berzelius utilisera les symboles de Dalton et établira des équivalences entre atomes. Il utilisera des lettres comme symboles : P (phosphore), S (sulphur)… et mettra le nombre d’équivalents d’une molécule en notation exposant. Les formules étaient écrites de la façon suivante : CaCO3 : CaO, CO2 / CuSO4 : CuO, SO3. Dans ce système dualiste, la première partie est basique : CaO, CuO sont des oxydes de métaux, le seconde partie est acide : CO2, SO3 sont des oxydes de non métaux.
Lors du premier congrès international de la chimie qui se déroulera à Karlsruhe en 1860, Cannizzaro exposera les concepts d’atomes et molécules admis par la plupart des chimistes. Marcellin Berthelot, cependant, s’opposera au réalisme atomique.

### Vers la synthèse en chimie organique
Scheele établit la formule de l’acide tartrique (C4H6O6) en 1830. Celle de l’acide racémique découverte par Gay-Lussac est la même. Ces deux acides, que l’on trouve dans le tartre, ont des points de fusion différents. Berzelius nomme ces corps des isomères.
En 1832, Justus von Liebig établit que l’acide lactique a la même formule chimique C3H6O3, qu'il provienne du lait ou de la viande.
En 1833, Jean-Baptiste Dumas précise la formule du camphre (C10H16O) et Christopher Zeise celle du mercaptan C2H6S.
La même année, Eilhard Mitscherlich obtient le benzène en chauffant l’acide benzoïque qui peut être obtenu à partir de la houille.
En 1834, Jean-Baptiste Dumas, en faisant agir l’acide acétique sur le chlore, met en évidence la substitution partielle de l’hydrogène par le chlore en acide chloracétique. Il établit la formule du chloroforme, obtenu par Liebig et Carl Runge.
En 1835, Justus von Liebig et Dumas caractérisent les groupes éthyle et méthyle.
En 1836, Berzelius définit la catalyse.
L’aniline, obtenue en 1841 par Carl Fritzsche par distillation de l’indigo, permet l'élaboration de la mauvéine en 1856.
En 1842, John Leigh produit le nitrobenzène qui redonne l’aniline par l'action du sulfure d’ammonium.
En 1843, Charles Frédéric Gerhardt obtient le bornéol à partir du camphre.
Les séries homologues, les groupes fonctionnels seront définis entre 1842 et 1850 par Auguste Laurent, la chiralité en 1848 (Louis Pasteur).
En 1855, Charles Adolphe Wurtz mettra au point sa célèbre synthèse (réaction de Wurtz) pour la préparation des hydrocarbures.
La synthèse de l’acide formique sera réalisée par Marcellin Berthelot en 1856, celle de l’acide salicylique par Hermann Kolbe en 1859 (à partir du phénate de sodium obtenu par l’action du phénol sur la soude).
En 1864, la synthèse de Rudolph Fittig et Tollens aboutit au toluène.
En 1894, Henri Moissan obtient de l’acétylène à partir du carbure de calcium.
En 1884, le comte Hilaire de Chardonnet invente la soie artificielle et construisit en 1891 une usine affectée à la production de Viscose.

### Structure des composés organiques
La notion de chaîne carbonée est introduite par Kékulé en 1857 pour définir les enchaînements d’atomes de carbone dans une molécule.
La représentation de lien interatomique par un tiret date de 1858, elle est due à Archibald Couper,. Cette représentation, contrairement à la formule brute, conduit aux formules développées et permet de préciser la disposition des atomes dans les molécules et la compréhension des mécanismes réactionnels.
En 1860, Kékulé différencie les corps gras aliphatiques et les composés aromatiques tels les acides salicylique et benzoïque.
La notion de liaison multiple proposée entre 1861 et 1863 par Josef Loschmidt, permet d’expliquer les structures de l'éthylène (CH2=CH2) et de l'acétylène () puis le mécanisme de l’hydrogénation. L’hydrogénation catalytique sera développée en 1897 par Paul Sabatier et Senderens.
En 1864, August Wilhelm von Hofmann suggère une nomenclature pour alcanes et alcènes.
C’est en 1865, que Kékulé propose la formule cyclique du benzène. La tétravalence du carbone est un des principes fondamentaux de la chimie organique. Cette formule sera revue en 1872 par l’introduction de liaisons transitoires dans le cycle benzénique.
L’isomérie géométrique, définie en 1863, est étudiée par Joseph Achille Le Bel au cours de travaux sur l’acide lactique. Il propose une représentation spatiale des formules des formes lévogyre et dextrogyre. Jacobus Henricus van 't Hoff complètera ces travaux par la notion de carbone tétraédrique.
En 1888, Adolf von Baeyer explique l’isomérie des acides malique et fumarique (qui possèdent des points de fusion différents), par l’isomérie cis-trans.
La stéréochimie, terme de (Victor Meyer), constitue la façon de représenter ces différents isomères.

### Découverte de nouveaux éléments

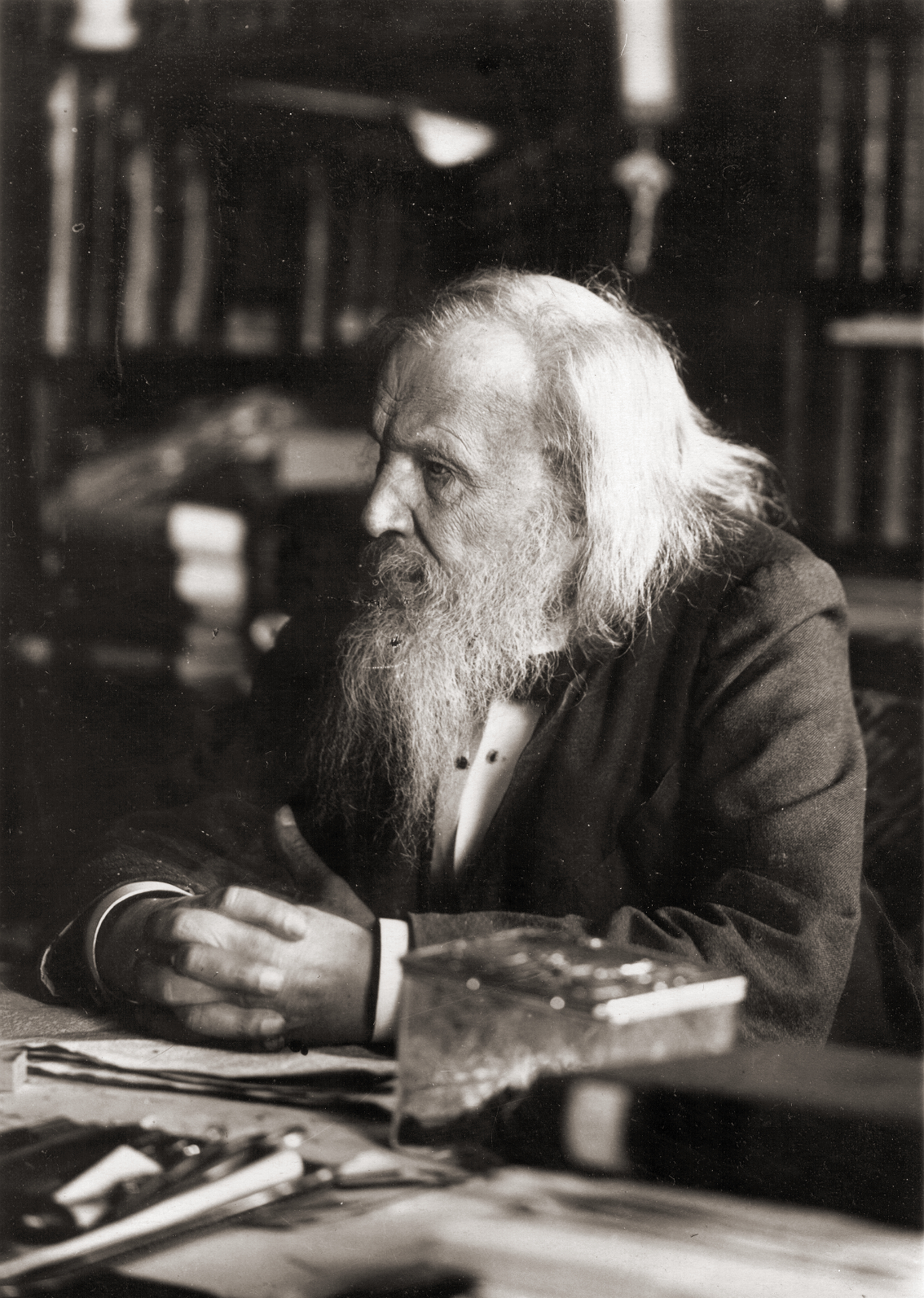
D. Mendeleïev dans son cabinet

La chimie minérale progresse très rapidement après que la notion d'élément chimique a été mieux comprise :
- dès 1808, Gay-Lussac et Louis Jacques Thénard découvrent le bore ;
- en 1810, Berzelius isole le silicium de la silice qui forme le quartz, constituant essentiel du sable, et que l’on trouve également dans l’argile et dans de nombreuses roches ;
- en 1813, Bernard Courtois caractérise l’iode qui sera extraite du varech par Antoine-Jérôme Balard en 1826 ;
- en 1817, le chimiste suédois Arfwedson découvre le lithium (le premier élément de la famille des alcalins) en analysant un minerai[25]. Il fut isolé plus tard, par électrolyse, par le célèbre chimiste anglais sir Davy[26] ;
- en 1828, le glucinium (renommé ultérieurement béryllium) est découvert par Friedrich Wöhler et le thorium par Berzelius. Carl Gustav Mosander isole le lanthane en 1839 et l’erbium et le terbium en 1843 ;
- en 1841, le chimiste français Eugène-Melchior Péligot nomme l'uranium, promis au fabuleux destin de la découverte de la radio-activité ;
- en 1845, le ruthénium est découvert par Karl Klaus.

Une nouvelle technique, l'analyse spectrale, verra le jour en 1859. Mise au point par Robert Bunsen et Gustav Kirchhoff, elle leur permet de caractériser le césium et le rubidium en 1860. Le thallium sera identifié par William Crookes en 1861, en utilisant la même méthode.
Les tentatives de classement des éléments chimiques en fonction de leurs propriétés ont été assez nombreuses. On citera par exemple celle de Johann Wolfgang Döbereiner effectuée en 1829. Mais c’est en 1869 que le chimiste Russe Dmitriï Mendeleïev propose sa classification des 62 éléments connus. Pour Mendeleïev, la classification périodique correspond à une véritable loi naturelle, et il n'hésite pas à modifier les valeurs de certains poids atomiques pour en justifier l'évidence. Sa conviction est telle qu'il prédit la découverte d'éléments manquants qu'il qualifie d'eka-éléments. La découverte de ces éléments au fil de la seconde moitié du siècle assoit peu à peu la confiance que mettent les chimistes dans cette classification qui sera d'ailleurs revue, notamment à la suite de l'émergence de la notion de numéro atomique et de la mise en évidence des nombres quantiques s, p, d caractéristiques des orbitales atomiques.
La découverte d’éléments continue au fil du siècle :
- en 1875, Lecoq de Boisbaudran découvre le gallium, puis l’holmium et l’ytterbium en 1878 ;
- en 1879, d’autres terres rares seront répertoriées : le scandium, le samarium, le thulium, puis le gadolinium en 1880[27];
- en 1886, Lecoq de Boisbaudran isole le dysprosium et Henri Moissan le fluor. La même année, Clemens Winkler découvre le germanium ;
- à la fin du siècle, Ramsay découvrira l’argon (1894) et l’hélium (1895) et enfin la découverte des autres gaz rares (néon, krypton et xénon).

### Colorants synthétiques et caoutchouc
La synthèse chimique va surtout se développer dans les domaines des médicaments et des colorants[réf. souhaitée]. En 1807, Jean-Antoine Chaptal publie l’Art de la teinture du coton rouge. En 1838, Alexandre Wosrerenski obtient la quinone à partir de la quinine. Dès 1842, l’acide picrique est utilisé dans l’industrie comme colorant synthétique[réf. souhaitée]. En 1849, l’essence de térébenthine est à la base du nettoyage à sec[réf. souhaitée]. La pyridine est obtenue par distillation du goudron de houille par Thomas Anderson.
William Henry Perkin réussit à obtenir du pourpre d’aniline ou mauvéine en traitant l’aniline par le bichromate de potassium. Le rouge d’aniline ou fuschine sera synthétisé un peu plus tard par August Wilhelm von Hofmann à partir d'aniline et de tétrachlorure de carbone en 1858,. Cependant, François-Emmanuel Verguin a également découvert, par hasard, la substance indépendamment d'Hofmann un an plus tard (l'année de publication des travaux d'Hofmann) et a l'idée de breveter ce nouveau colorant.
La société Bayer sera créée en Allemagne en 1863, puis la BASF en 1865. En 1867, la formule du naphtalène extrait du goudron de houille est établie. La synthèse de l’alizarine (1868) sera industrialisée par BASF en 1870 par Carl Graebe et Carl Liebermann. En 1871, Heinrich Caro réalise la synthèse de l'éosine. Celle de la vanilline est réussie en 1875 par Friedrich Tiemann. La théorie des colorants avec les groupements chromophores et auxochromes sera l’œuvre, en 1876, de Otto Nikolaus Witt. En 1875, Ramsay réalise la synthèse de la pyridine. Enfin, Adolf von Baeyer met au point la synthèse de l’indigo en 1879 que BASF commercialise en 1897.
En ce qui concerne le caoutchouc, l’invention du pneumatique en 1888 par Dunlop débouchera sur une fabrication industrielle par Michelin en 1889 puis Goodyear.

### Métallurgie
Un nouveau métal, l’aluminium est découvert par Wöhler en 1827. Les mécanismes et réactions survenant dans un haut-fourneau pour produire de l’acier sont de mieux en mieux compris : carburation, affinage. En 1826, Henry Bessemer invente un nouveau convertisseur qui sera complété en 1878 par un nouveau procédé de production (acier Thomas). C’est à cette époque que les aciers spéciaux au manganèse sont mis au point par Robert Hadfield[réf. souhaitée]. En 1863[réf. souhaitée], l’étude de la trempe conduit à la métallographie et à la caractérisation de cémentite et de ferrite. La structure de la martensite des aciers trempés par Floris Osmond sera étudiée en 1890.
En 1860, l’invention du pyromètre à thermocouple par Henri Le Chatelier permettra la mesure de températures élevées. Il faudra attendre 1886 pour que Paul Héroult produise l’aluminium par électrolyse.

### Rayons cathodiques, rayons X et radioactivité
La nature des rayonnements cathodiques dans un tube de Hittorf est approfondie par William Crookes en 1886. Ce sont des rayons de nature corpusculaire appelés électrons, dès 1891, par George Stoney et reconnus expérimentalement comme tels par Jean Perrin en 1895. Ces rayons cathodiques sont constitués de particules négatives électrisées pouvant se mouvoir dans le vide et subissant l’action des champs électriques et magnétiques. Joseph John Thomson parvient, par des mesures de déviations de trajectoire, à déterminer le rapport entre la charge électrique e de l’électron (e = 1,602 × 10−19 C) et sa masse m (m = 9,109 × 10−31 kg) qui représente environ 1/2000 de celle de l’atome d’hydrogène. Ces découvertes et mesures, plutôt du domaine de la physique, conduiront au modèle atomique de Thomson et effaceront les doutes sur l’existence des atomes formulés au premier Congrès des chimistes de 1860[réf. nécessaire].
Vers les années 1890, la science a démontré que des rayons cathodiques frappant le verre d’une ampoule provoquent une fluorescence du verre. Wilhelm Röntgen constate, en 1895, en plus de la fluorescence observée, la présence d’un nouveau rayonnement invisible, énergétique et pénétrant, capable d’impressionner une plaque photographique entourée de papier noir. Ces mystérieux rayons X seront utilisés en radiographie car ils traversent la matière, en étant partiellement absorbés en fonction de la densité de celle-ci et de l'énergie du rayonnement, ce qui permet d'avoir une information sur l'intérieur des objets qu'ils traversent.
En 1896, cherchant à approfondir les observations de Röntgen, notamment aux fins de vérifier si les phénomènes de phosphorescence et de fluorescence de l’uranium sont de même nature que les rayons X, Henri Becquerel constate qu’un rayonnement, qu’il nomme « rayons uraniques », émane spontanément et continûment de plusieurs sels d’uranium, qu’ils soient ou non phosphorescents. 
Cette activité particulière des atomes d’uranium, émission continue d’énergie, est appelée « radioactivité » par Pierre Curie et Marie Curie en 1898, après mesure de l’ionisation produite par les rayons uraniques au moyen d’un électroscope. C’est à l’aide de cet instrument qu’ils découvriront qu’un échantillon de pechblende possède une radioactivité élevée due, non pas à l’uranium seul, mais au polonium et au radium, deux éléments nouveaux contenus dans le minerai. En 1899, Ernest Rutherford montrera que les « rayons uraniques » se composent de deux rayonnements distincts : rayons alpha et rayons bêta. Il découvre aussi la radioactivité du thorium. La même année, André Debierne, trouve l’actinium, un nouvel élément radioactif. En 1923, l’émanation du radium, elle-même radioactive, sera appelée radon. Un rayonnement, plus pénétrant que les rayons X, est émis par le radium et observé par Paul Villard en 1900 qui le nomme « rayon gamma ». Le XIXe siècle s’achève donc sur le début de la chimie des rayonnements : alpha, bêta, gamma, X et sur la découverte de nouveaux éléments radioactifs[Lesquels ?] qui feront l’objet de recherches approfondies.
En 1824, le ciment Portland complétera le ciment hydraulique de John Smeaton mis au point en 1715 à base de chaux.

## XXesiècle
À partir de 1880 le développement de l'industrie permet d'améliorer les réacteurs chimiques : plus hauts niveaux de pression et de température disponibles, meilleur contrôle, utilisation de catalyseurs.
En collaboration avec les laboratoires les nouvelles industries chimiques et pétrochimiques vont développer des procédés de synthèse à grande échelle de substances jusqu'alors rares et chères, voire inconnus : c'est la seconde révolution industrielle.
- 1892 : Procédé chlore-alcali permettant la synthèse de dichlore, base des composés chlorés, à partir de chlorure de sodium.
- 1900 : Procédé Ostwald permettant la synthèse d'oxydes d'azote, dont le nitrate, à partir d'ammoniac.
- 1909 : Procédé Haber-Bosch permettant la synthèse d'ammoniac à partir de diazote atmosphérique, avec le procédé Ostwald ils ont transformé l'industrie des engrais et des explosifs qui était auparavant basé sur l'extraction du nitrate minéral.
- 1890-1950 : Développement des craquages de coupes particulières de pétrole menant à l'amélioration de la production de carburants ainsi qu'à la synthèse de molécules organiques peu courantes servant pour la chimie organique et la chimie des polymères : alcènes, cétones, alcools aliphatiques, cycles aromatiques.

Chaque élément finira par posséder son procédé industriel servant à transformer sa forme naturelle en dérivés réactifs, souvent il s'agit de l'élément à un autre état d'oxydation ou associé à un autre élément.
En parallèle la recherche en physique de la matière, proche cousine de la chimie, et de la biochimie continue.
- 1913 : Bohr publie son modèle de la structure de l'atome.
- 1926 : Schrödinger publie son modèle de la structure de l'atome, modèle utilisé aujourd'hui.
- 1953 : Découverte de la structure de l'ADN par Watson et Crick.

## Sources
- Jean Baudet, Penser la matière : une histoire des chimistes et de la chimie, Paris, Vuibert, 2004, 389 p. (ISBN 978-2-7117-5340-6, BNF 39202908)